# قرص إقلاع
قرص إقلاع (بالإنجليزية: Boot Disk)‏ هو قرص يستعمل عند بداية تشغيل الكمبيوتر من أجل تشغيل نظام تشغيل وذلك أما من أجل تنصيب نظام جديد أو تشغيل نظام تشغيل تعطب قرصه الصلب الأساسي. أصبح قرص الإقلاع نادرامع ظهور القرص المدمج.